# 迷你胡蘿蔔
迷你胡蘿蔔（真正的小胡蘿蔔）是在成熟之前收成並以較小尺寸出售的胡蘿蔔。
嫩胡蘿蔔，（加工過變小的胡蘿蔔），是從一根大胡蘿蔔上切下來的一小塊，去皮後整形成大小均勻的形狀。嫩胡蘿蔔常被誤貼成「迷你胡蘿蔔」的標籤，造成混淆。

## 迷你胡蘿蔔

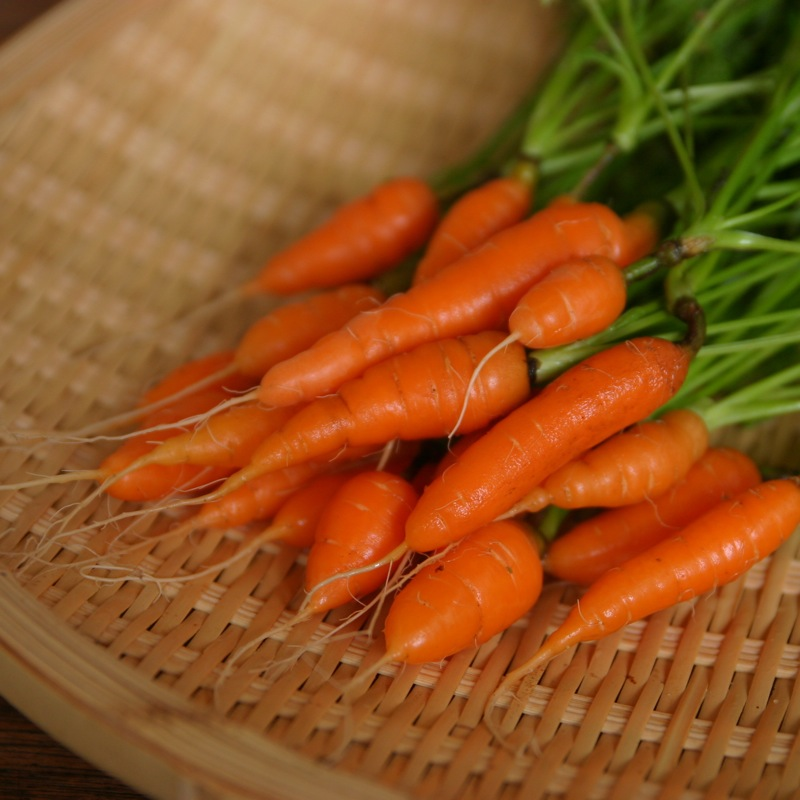
迷你胡蘿蔔

胡蘿蔔植株尚未成熟的幼根，有時會因疏苗而被提早採收，但也有人專門將胡蘿蔔栽培至這種大小作為特殊農產品販售。某些胡蘿蔔品種則是專門培育，用於在「嬰兒」階段採收，其中一個品種就是「阿姆斯特丹促成」(Amsterdam Forcing)。這種栽培方式最初是在Beechnut農場開發的，後來該農場被 Zellwin農場收購。
這些農場原本是為第二次世界大戰生產糧食，但之後希望將產品銷售給平民市場。研究由一個兩人組成的小團隊主導。根據都樂（Dole）公司的說法，迷你胡蘿蔔比成熟胡蘿蔔更加香甜且口感更嫩。

## 嫩胡蘿蔔

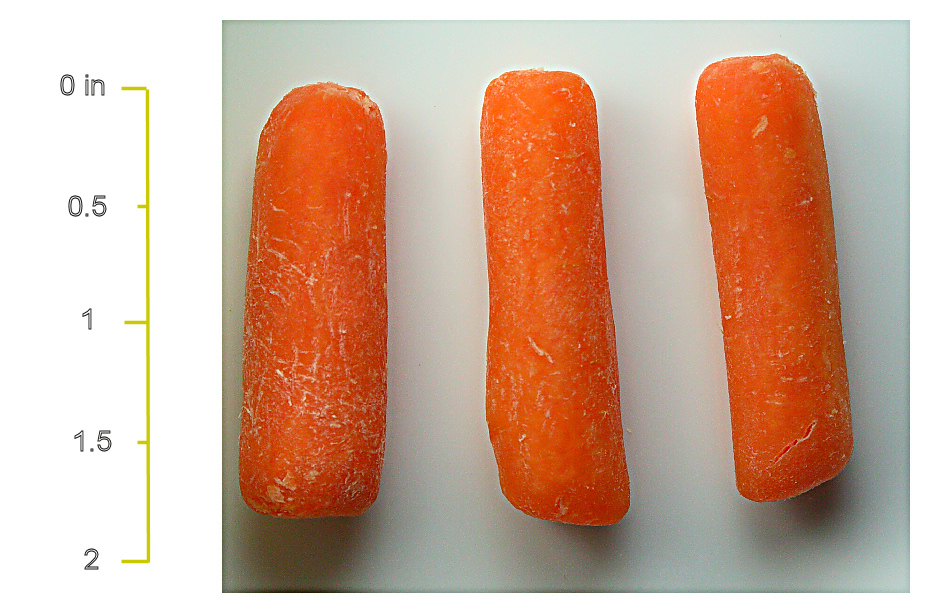
嫩胡蘿蔔

將成熟的胡蘿蔔切成較小的尺寸出售是加州胡蘿蔔種植者Mike Yurosek於1986年做出的一項創新，旨在減少食物浪費。
2006年，美國生產的新鮮「嫩胡蘿蔔」中，將近四分之三來自加州貝克斯菲爾德。 博豪斯農場（Bolthouse Farms）與格林威農場（Grimmway Farms）是全球最大規模的嬰兒切胡蘿蔔種植、加工與運輸商。

### 生產
製作嫩胡蘿蔔時，會先將大型胡蘿蔔放入機器中，切成 two-英寸（51-） 的段狀，然後經過磨削（刮削）處理至所需大小，並在同一過程中將兩端修圓。
在田間，雙層胡蘿蔔收穫機使用長金屬叉撬鬆土壤，同時橡膠皮帶抓住綠色葉部並將胡蘿蔔拉起。胡蘿蔔沿著輸送帶被送至收割機頂部，接著由自動切割器切除葉部。
之後它們被運送到加工廠，放入冰水中將溫度降至 3 °C（37 °F），以抑制腐敗。
胡蘿蔔依粗細分類。細的胡蘿蔔會繼續進入加工線，其他則用作整根胡蘿蔔、榨汁或作為牛飼料。檢查員會檢視是否有石頭、雜物或變形的胡蘿蔔漏網。
胡蘿蔔經由自動切割器切成 two-英寸（51-） 的段狀。光學分選器會剔除任何帶有綠色部分的段落。
這些段狀胡蘿蔔經由管道輸送到削皮槽。削皮機旋轉，刮除胡蘿蔔表皮，分兩個階段進行：首先是粗削，接著是最後的「拋光」。
為了減少微生物污染，baby-cut carrots 可能會以少量 chlorine 處理。 經處理的胡蘿蔔會再用飲用水沖洗，以去除多餘氯氣，之後再包裝。根據 Canadian Food Inspection Agency 的說法，使用氯作為抗菌處理（類似飲用水氯化）是所有新鮮切割即食蔬菜加工中目前可接受的做法。
最後，胡蘿蔔由自動秤重與包裝機秤重並裝袋，接著放入冷藏庫儲存，直到運送。
嫩胡蘿蔔表面有時會出現的白色痕跡，是因切割面脫水所造成。由於其整個表面都是切割面，因此更容易產生這種現象。低溫、高濕儲存可減少白化的情況。

### 行銷
2010年9月，由 Bolthouse Farms 領頭、近 50 位胡蘿蔔生產商組成的團體（自稱為「一群胡蘿蔔農夫」）在 United States 發起一項行銷計畫，目標是嫩胡蘿蔔推廣為 垃圾食物 的替代品──「像吃垃圾食物一樣吃它們」（Eat'em Like Junk Food）。該活動仿效零食品牌常用的行銷手法，包括零食風格的包裝、以未來感、性感以及極限運動為主題的電視廣告、校園胡蘿蔔販賣機，以及 iPhone 遊戲與網站。

## 外部連結
- 维基词典中的词条「迷你胡蘿蔔」
- The Baby Carrot Association of America